# Apogonops anomalus
Apogonops anomalus is een  straalvinnige vissensoort uit de familie van acropomaden (Acropomatidae). De wetenschappelijke naam van de soort werd voor het eerst geldig gepubliceerd in 1896 door Ogilby.